# Свети Никола (скулптура)
Вижте пояснителната страница за други значения на Свети Никола.
Скулптурата на свети Никола над северозападния вход на БНБ в София е дело на проф. Любомир Далчев през 1939 г. Представлява орелеф – вид скулптура, при която изпъкналото изображение излиза повече от половината обем над плоскостта на фона.
Стилизирано скулптурата на свети Никола е представена в единствената юбилейна българска банкнота – 20 лв. от 2005 г. Банкнотата е платежно средство в периода 15 септември 2005 г. – 1 февруари 2023 г.

## История
Българската народна банка (БНБ) е създадена през 1879 г. и е 13-ата по ред на създаването си централна банка в света. В наши дни се помещава на площад „Княз Александър I“. Строежът на сградата е завършен през 1939 г., а от 1 юли 1940 г. всички дейности на Банката се извършват в новата сграда. Това е втората най-скъпа сграда в България след Съдебната палата. Стилово сградата на БНБ принадлежи към модерната архитектура от 30-те години на XX век, съчетана с класически архитектурни пропорции и елементи от Романтизма. Архитекти на сградата са Иван Васильов и Димитър Цолов.
Облицовката на фасадите е от варовикови плочи, добивани в района на Враца, а на скулпторите – от камък. Фигурите и композициите символизират предназначението на сградата. Свети Никола в християнството е покровител на банкерите и търговците. Орелефът изобразява светеца с кораб в ръце, в ролята му на покровител и на моряците.

## Галерия
- Пред входа на БНБ
- Близък план
- Близък план